# Władimir Pinigin
Władimir Kiriłłowicz Pinigin  (ros. Влади́мир Кири́ллович Пини́гин; ur. 21 września 1941 w Leningradzie, zm. 11 października 2015 we Lwowie) – rosyjski malarz. Pracował jako malarz, grafik, ilustrator, dizajner. Z lat 80-. uwielbiał małe formy graficzne w technikach akwaforta, industrial etching, suchej igły, intaglio, monotypii. Od 1974 roku należał do Związku Lwowskich Artystów Plastyków.

## Życiorys
Lata dziecięce malarz spędził w Leningradzie. W 1958 przeniósł się do Lwowa, gdzie w 1965 został absolwentem Poligraficznego Instytutu im. Jana Tedorowicza za specjalizacją „grafika”.
Od 1963 brał udział w ponad 120 krajowych i międzynarodowych wystawach. W Rosji, Polsce, Stanach Zjednoczonych, Belgii, Holandii i na Ukrainie zorganizowano 13 wystaw indywidualnych. Autor wielokrotnie uhonorowany nagrodami na międzynarodowych konkursach. 
Władimir Pinigin był jednym z czołowych przedstawicieli lwowskiej szkoły graficznej drugiej połowy XX wieku.
Prace artysty były eksponowane w Polsce na następujących wystawach: 
1. Wystawa międzynarodowa Małe Formy Grafiki, Łódź, 1985. Galeria Sztuki BWA.
2. Wystawa międzynarodowa Małe Formy Grafiki, Łódź, 1989. Galeria Sztuki BWA.
3. Wystawa międzynarodowa Małe Formy Grafiki, Łódź, 1991. Galeria Sztuki BWA.
4. XIV Międzynarodowe Biennale Ekslibrisu Współczesnego, Malbork,1992. Muzeum Zamkowe w Malborku.
5. V Międzynarodowe biennale małej formy graficzne i ekslibrysu, Ostrów Wielkopolski 1993. Muzeum miasta Ostrowa Wielkopolskiego.
6. "CuprumVI" Międzynarodowe Biennale Grafika w Technikach Metalowych im. Mikołaja Pruzi, Lublin, 1993. Towarzystwo Miłośników Ziemi
7. Wystawa międzynarodowa Małe Formy Grafiki, Łódź, 1993. Galeria Sztuki Willa.
8. Międzynarodowy Konkurs na Ekslibrysy po Motywach Powstania Warszawskiego im. Tadeusza Cieślewskiego–syna, Warszawa, 1994. Biblioteka Publiczna m. ST. Warszawy.
9. XV Międzynarodowe Biennale Ekslibrisu Współczesnego, Malbork,1994.Muzeum Zamkowe w Malborku.
10. Wystawa Współczesna Grafika Lwowska, Wrocław, 1994. Galeria Małych Form Graficznych Rejonowej Biblioteki Publicznej im. Andrzeja Struga we Wrocławiu.
11. VI Międzynarodowe biennale małej formy graficzne i ekslibrysu, Ostrów Wielkopolski 1995. Muzeum miasta Ostrowa Wielkopolskiego.
12. I Międzynarodowy Konkurs Graficzny na Ekslibris, Gliwice, 1995. Miejska Biblioteka Publiczna w Gliwicach.
13. Wystawa międzynarodowa Małe Formy Grafiki, Łódź, 1996. Państwowa galeria sztuki w łodzi.
14. XVI Międzynarodowe Biennale Ekslibrisu Współczesnego, Malbork,1996. Muzeum Zamkowe w Malborku.
15. Wystawa "Cracoviana IV", Kraków, 1996. Galeria Ekslibrisu w Krakowie.
16. International Competition for the Veterinary Exlibris, Gdańsk, 1996.
17. Wystawa "Cracoviana V", Kraków, 1998. Galeria Ekslibrisu w Krakowie.